# Donatas Narvilas
Donatas Narvilas (* 27. November 1974) ist ein litauischer Badmintonspieler.

## Karriere
Donatas Narvilas gewann in seinem Heimatland mehrere Titel bei den Junioren und den Erwachsenen. 2001 siegte er bei den Lithuanian International. 2001 nahm er auch an der Badminton-Weltmeisterschaft teil.

## Sportliche Erfolge
| Saison | Veranstaltung                    | Disziplin    | Platz | Name                                    |
| ------ | -------------------------------- | ------------ | ----- | --------------------------------------- |
| 1992   | Litauen: Juniorenmeisterschaften | Herrendoppel | 1     | Donatas Narvilas / Vygantas Virgintas   |
| 2001   | Weltmeisterschaft                | Mixed        | 33    | Donatas Narvilas / Neringa Karosaitė    |
| 2001   | Lithuanian International         | Herrendoppel | 1     | Donatas Narvilas / Johan Uddfolk        |
| 2005   | Litauen: Einzelmeisterschaften   | Mixed        | 1     | Donatas Narvilas / Kristina Dovidaitytė |
| 2010   | Litauen: Einzelmeisterschaften   | Mixed        | 1     | Donatas Narvilas / Kristina Dovydaitytė |